# 科爾裸胸鱔
科爾裸胸鱔，又稱科爾裸胸鯙，為輻鰭魚綱鰻鱺目鯙亞目鯙科的其中一種，分布於西大西洋的佛羅里達海峽及墨西哥灣海域，棲息深度可達120公尺，體長可達91公分，為底棲性魚類，屬肉食性，生活習性不明。

## 擴展閱讀
維基物種上的相關：科爾裸胸鱔